# Kreiz Breizh Elites Dames
Cet article traite uniquement de la compétition féminine. Pour les résultats de la compétition masculine, voir Kreiz Breizh Elites.
La Kreiz Breizh Elites Dames, de son nom complet Tour de Belle Isle en Terre-Kreiz est une course cycliste féminine française. Créée en 2018, elle fait partie du  calendrier de l'Union cycliste internationale en catégorie 1.1.

## Palmarès
| Année | Vainqueur          | Deuxième          | Troisième        |                  |
| ----- | ------------------ | ----------------- | ---------------- | ---------------- |
| 2018  | Danielle Christmas | Maëlle Grossetête | Sofie De Vuyst   |                  |
| 2019  | Teniel Campbell    | Anna Henderson    | Ingvild Gåskjenn |                  |
| 2020  | annulé/abandonné   | annulé/abandonné  | annulé/abandonné | annulé/abandonné |
| 2021  | Anna Henderson     | Floortje Mackaij  | Anouska Koster   |                  |
| 2022  | Emma Norsgaard     | Silvia Persico    | Marie Le Net     |                  |
| 2023  | Giorgia Vettorello | Quinty Schoens    | Barbara Malcotti |                  |
| 2024  | Anouska Koster     | Alice Wood        | Marta Jaskulska  |                  |
| 2025  |                    |                   |                  |                  |